# 平方フィート
平方フィート（へいほうフィート、square feet）・平方フート（へいほうフート、square foot）、は、ヤード・ポンド法における面積の単位である。1平方フィートは、一辺1フィートの正方形の面積と定義される。
12インチが1フィート、3フィートが1ヤードであることから、1平方フィートは144平方インチ、1平方ヤードは9平方フィートとなる。1フィートが正確に 30.48 センチメートルであるので、1平方フィートは正確に 929.0304 平方センチメートルとなる。
1平方フィートは以下に等しい。
- 92 903.04 平方ミリメートル
- 929.030 4 平方センチメートル
- 9.290 304×10-2 平方メートル
- 9.290 304×10-4 アール
- 9.290 304×10-6 ヘクタール
- 9.290 304×10-8 平方キロメートル

- 144 平方インチ
- 1/9 平方ヤード = 約 0.1111111 平方ヤード
- 1/43560 エーカー = 約 2.295 68 × 10-5 エーカー
- 1/27878400 平方マイル = 約 3.587 01 × 10-8 平方マイル

## 符号位置
その他の技術用記号 （U+2300 - U+23FF, Miscellaneous Technical）
| 記号 | Unicode | JIS X 0213 | 文字参照         | 名称                     |
| ---- | ------- | ---------- | ---------------- | ------------------------ |
| ⏍    | U+23CD  | -          | &#x23CD; &#9165; | 平方フィート Square Foot |